# 箱根宿

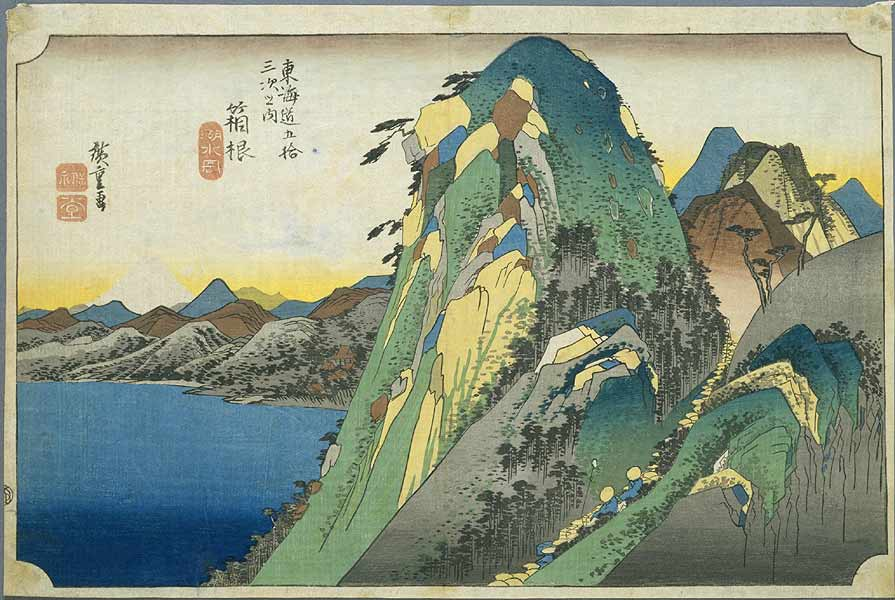
歌川広重「東海道五十三次・箱根」

箱根宿（はこねしゅく、はこねじゅく）は、東海道五十三次の10番目の宿場である。現在の神奈川県足柄下郡箱根町にあった。

## 概要

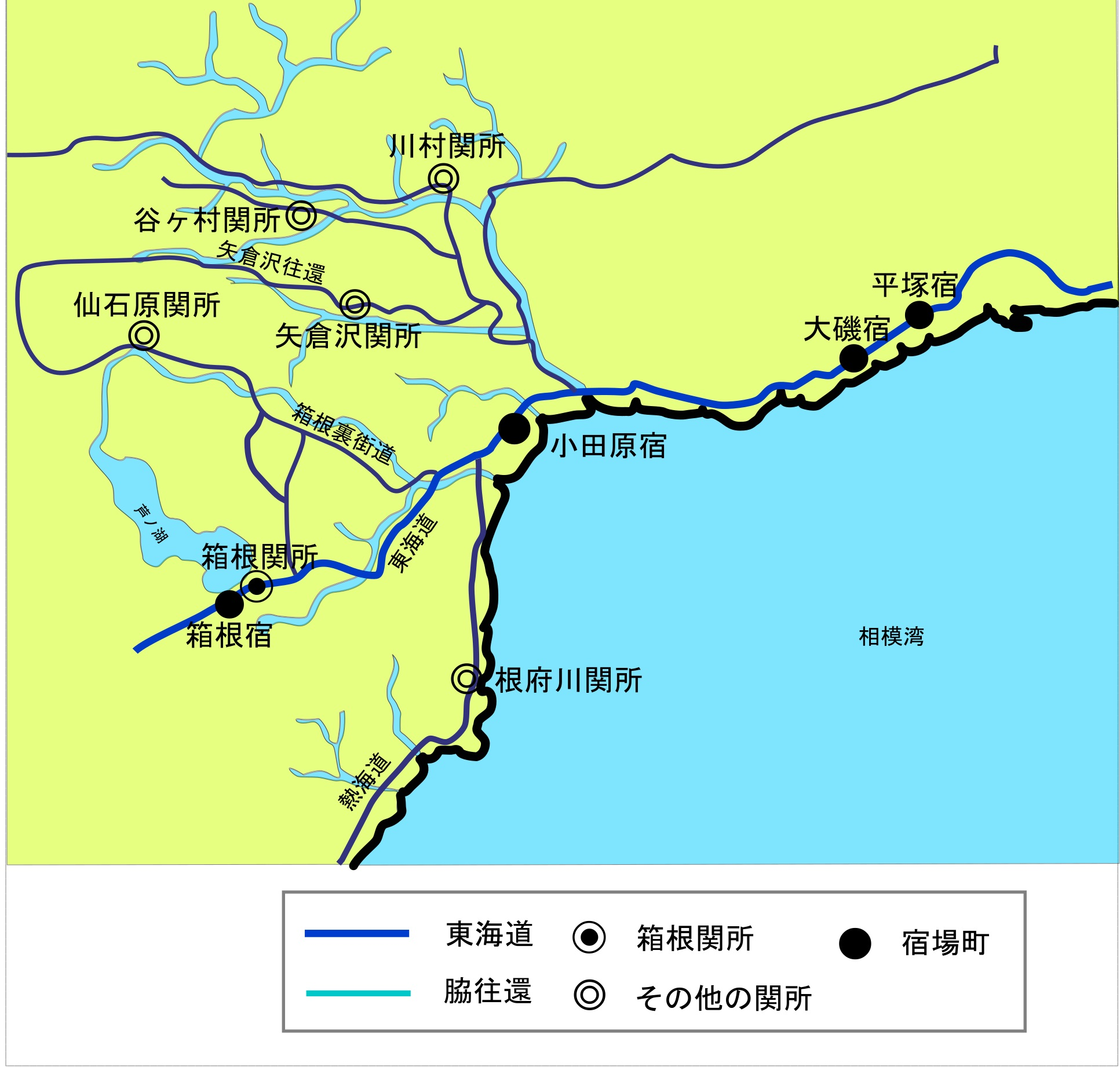
箱根宿と箱根関、東海道・脇往還

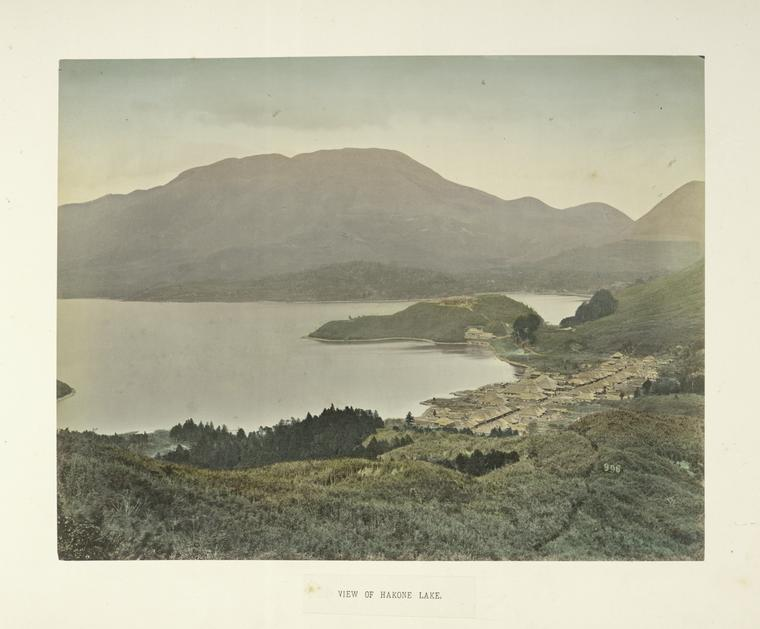
かつての箱根宿
1880-1890年ごろ

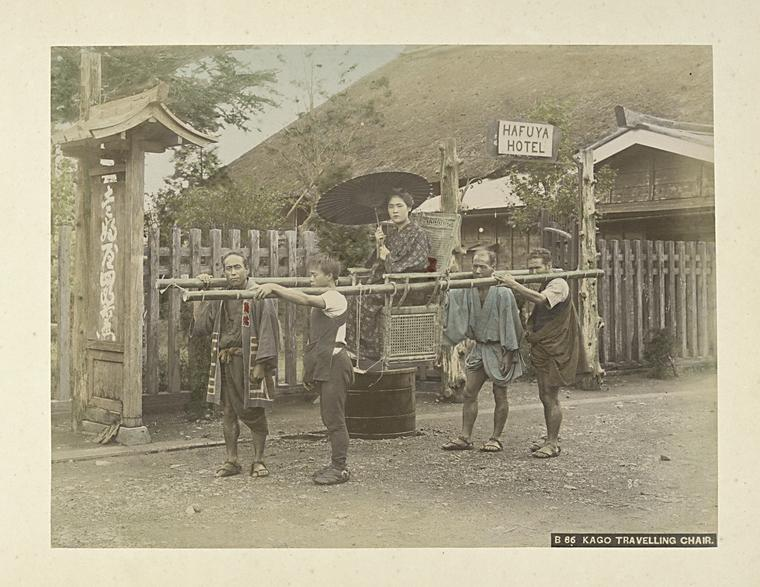
江戸時代から箱根宿にあった旅籠「はふや」（現・箱根ホテル）

『新編相模国風土記稿』によると、元和4年（1618年）に箱根山にかかる箱根峠と箱根関所の間の狭い地域に設置されたとある。これに対して古くからの箱根の町があった関所から小田原宿寄りの地域を「元箱根」と呼ぶ。これは関所設置に不満を抱いた元箱根の住民が本陣の提供を拒んだため、三島宿寄りに急遽人工の町を設置したためである。
最初の住民は隣接する小田原・三島両宿場の住民を強制的に移住させたといわれている。箱根町箱根に現在残る「小田原町」「三島町」の字は、この移住に由来する。また、「小田原町」は小田原藩が、「三島町」は三島代官所（後に韮山代官所）が管轄するという、領主を異にする特殊な統治体制だった。このような統治体制は東海道五十三次の他の宿にはみられない。
標高725mという五十三次の中で最も高い場所に置かれていたため、幕府も宿場の維持に苦心したという。

## 隣の宿場
小田原宿 - 箱根宿 - 三島宿